# Radio OP
Radio OP est une radio privée associative autrichienne, à Oberpullendorf dans le Burgenland.

## Histoire
La radio est à l'origine un projet du gymnasium d'Oberpullendorf, où le croate et le hongrois sont des matières obligatoires. Afin de renforcer ces classes, des programmes multilingues sont diffusés dans le cadre d'une coopération avec l'association et la radio indépendante MORA basée à Großwarasdorf, elle-même sous-locataire d'Antenne 4, dont le but est des programmes multilingues. Les programmes sont interrompus en raison d'un changement de propriétaire de l'organisateur principal. Une demande de licence de radiodiffusion propre auprès de Komm Austria suit.

## Programme
Le programme est conçu par l'équipe éditoriale de MORA (radio associative multilingue, association basée à Großwarasdorf, qui s'est engagée à mettre en place un programme radio complet de 24 heures dans les langues du Burgenland) et par la Jugendredaktion A4 aktiv. Les principes de programmation sont le multilinguisme, la liberté et l'ouverture, ainsi que la référence locale. Toutes les langues enseignées au gymnasium sont prises en compte, y compris la langue majoritaire, le français. L'objectif est d'atteindre une proportion de 75% de paroles et de 25% de musique. En outre, « l’audibilité de toutes les couches de la population » doit être réalisée, par exemple le contenu non allemand « peut également être transporté par la langue majoritaire ». Les rédacteurs de MORA supervisent une salle de presse locale qui produit des nouvelles une fois par jour. En plus de l'association MORA, le ZAMG est mentionné comme un autre partenaire pour la livraison des prévisions météorologiques.

## Diffusion
Radio OP peut être reçue dans certaines parties du district d'Oberpullendorf, au centre du Land du Burgenland, sur la fréquence FM 98,8 MHz depuis l'émetteur Mobilkom à Oberpullendorf.
La radio peut atteindre techniquement 25 000 auditeurs.

## Source, notes et références
1. ↑  (de) « Jubiläum: Zehn Jahre Radio OP », sur Burgenländische Volkszeitung, 2020 (consulté le 22 juin 2020)

- (de) Cet article est partiellement ou en totalité issu de l’article de Wikipédia en allemand intitulé « Radio OP » (voir la liste des auteurs).